# Championnats d'Italie de cyclo-cross

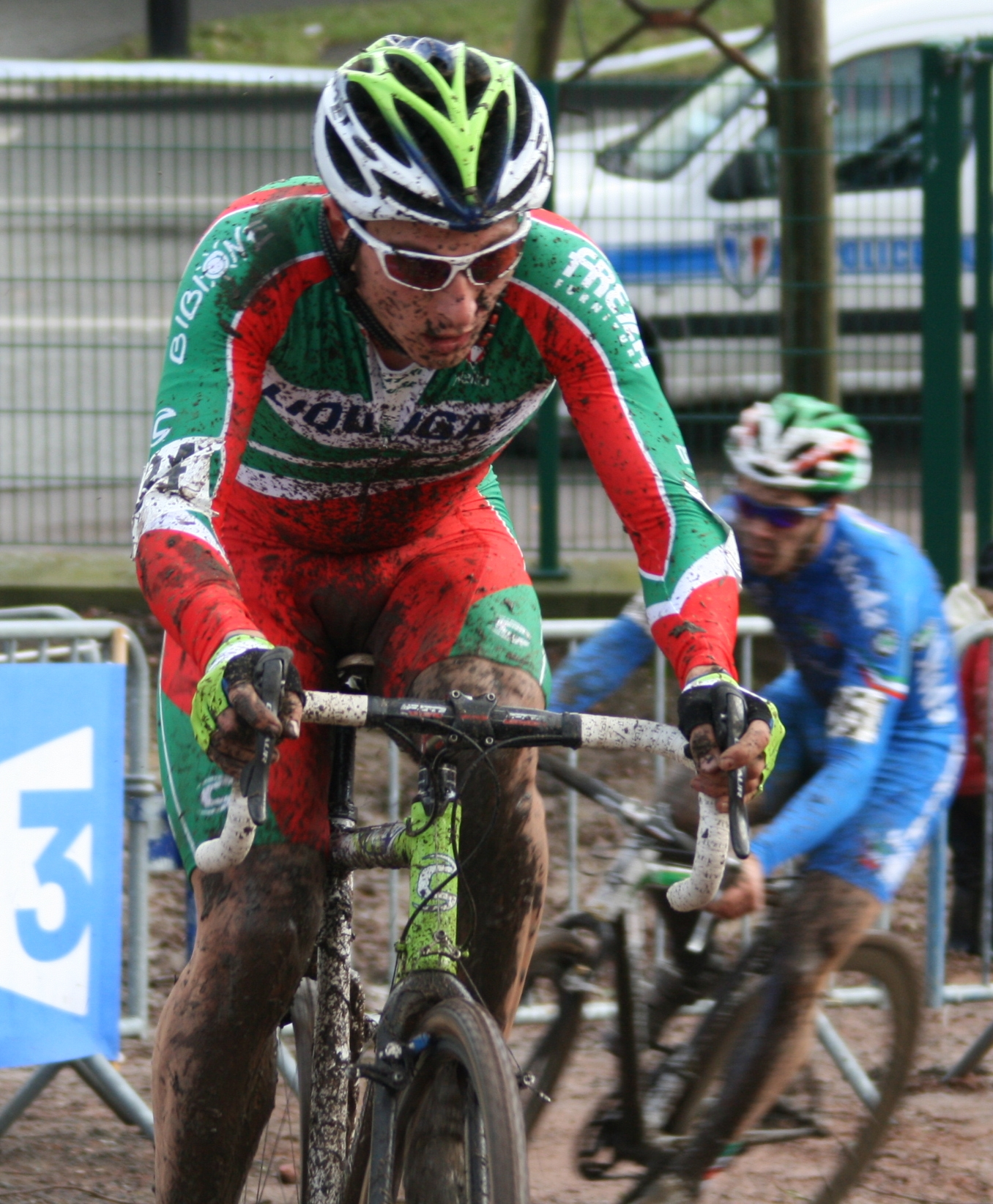
Enrico Franzoi, champion d'Italie en 2009, lors du Grand Prix Lille Métropole

Les championnats d'Italie de cyclo-cross sont des compétitions annuelles de cyclo-cross auxquelles participent les coureurs de cyclo-cross italiens. La première édition s'est tenue en 1930.
Les premiers championnats ont été disputés en 1930. Renato Longo détient le record de victoires chez les hommes avec 12 titres. 

Une compétition féminine est organisée depuis 1996 : Eva Lechner s'y est imposée à onze reprises.

## Palmarès masculin

### Moins de 23 ans
| Année | Vainqueur             | Deuxième              | Troisième             |
| ----- | --------------------- | --------------------- | --------------------- |
| 1997  | Yader Zoli            | Elvis Zucchi          | Fabrizio Dall'Oste    |
| 1998  | Fabrizio Dall'Oste    | Igor Tavella          | Valeriano Vandelli    |
| 1999  | Valeriano Vandelli    | Francesco Case        | Angelo Cubello        |
| 2000  | Stefano Toffoletti    | Michele Sbetta        | Valeriano Vandelli    |
| 2001  | Enrico Franzoi        | Stefano Toffoletti    | Francesco Case        |
| 2002  | Enrico Franzoi        | Stefano Toffoletti    | Michele Sbetta        |
| 2003  | Enrico Franzoi        | Alex Flavio Longhi    | Marco Bianco          |
| 2004  | Enrico Franzoi        | Derik Zampedri (de)   | Marco Aurelio Fontana |
| 2005  | Derik Zampedri (de)   | Marco Aurelio Fontana | Luca Damiani (de)     |
| 2006  | Marco Aurelio Fontana | Rafael Visinelli      | Luca Damiani (de)     |
| 2007  | Rafael Visinelli      | Cristian Cominelli    | Davide Malacarne      |
| 2008  | Cristian Cominelli    | Marco Ponta           | Fabio Ursi            |
| 2009  | Cristian Cominelli    | Matteo Trentin        | Roberto De Patre      |
| 2010  | Cristian Cominelli    | Bryan Falaschi        | Matteo Trentin        |
| 2011  | Elia Silvestri (it)   | Luca Braidot          | Matteo Trentin        |
| 2012  | Elia Silvestri (it)   | Daniele Braidot       | Luca Braidot          |
| 2013  | Bryan Falaschi        | Daniele Braidot       | Nicolas Samparisi     |
| 2014  | Gioele Bertolini      | Nicolas Samparisi     | Lorenzo SamparisiI    |
| 2015  | Nadir Colledani       | Luca De Nicola        | Manuel Todaro         |
| 2016  | Nadir Colledani       | Stefano Sala          | Daniel Smarzaro       |
| 2017  | Jakob Dorigoni        | Daniel Smarzaro       | Nadir Colledani       |
| 2018  | Jakob Dorigoni        | Stefano Sala          | Daniel Smarzaro       |
| 2019  | Jakob Dorigoni        | Stefano Sala          | Antonio Folcarelli    |
| 2020  | Antonio Folcarelli    | Davide Toneatti       | Marco Pavan           |
| 2021  | Filippo Fontana       | Marco Pavan           | Davide Toneatti       |
| 2022  | Davide Toneatti       | Samuele Leone         | Marco Pavan           |
| 2023  | Filippo Agostinacchio | Lorenzo Masciarelli   | Samuele Leone         |
| 2024  | Filippo Agostinacchio | Enrico Barazzuol      | Cristian Calligaro    |
| 2025  | Stefano Viezzi        | Samuele Scappini      | Ettore Prà            |

### Juniors
| Année | Vainqueur           | Deuxième             | Troisième                   |
| ----- | ------------------- | -------------------- | --------------------------- |
| 1994  | Marco Zontone       | Fabrizio Dall'Oste   | Christian Zanon             |
| 1995  | Fabrizio Dall'Oste  | Davide Frattini      | Alberto Vinale              |
| 1996  | Tiziano Baldini     | Massimo Girardello   | Igor Zanetti                |
| 1997  | Federico Bolognin   | Stefano Toffoletti   | Francesco Case              |
| 1998  | Stefano Toffoletti  | Francesco Case       | Emiliano Farina             |
| 1999  | Matteo Lostuzzo     |                      |                             |
| 2000  | Enrico Franzoi      | Jonathan Tabotta     | Andrea Masciarelli          |
| 2001  | Riccardo Riccò      | Francesco Cingolani  | Jonathan Tabotta            |
| 2002  | Derik Zampedri (de) | Stefano Basso        | Luca Damiani (de)           |
| 2003  | Derik Zampedri (de) | Pietro Silvestris    | Gabriele Mercante           |
| 2004  | Andrea Spessotto    | Gabriele Mercante    | Federico Piccin             |
| 2005  | Davide Malacarne    | Simone Pavan         | Loris Bompieri              |
| 2006  | Cristian Cominelli  | Andrea Caimi         | Matteo Trentin              |
| 2007  | Matteo Trentin      | Alessandro Calderan  | Elia Silvestri (it)         |
| 2008  | Elia Silvestri (it) | Massimo Coledan      | Domenico Maria Salviani     |
| 2009  | Daniele Braidot     | Bryan Falaschi       | Michele Tatto               |
| 2010  | Pietro Santini      | Fabio Alfonso Todaro | Rudy Lorenzon               |
| 2011  | Federico Zurlo      | Lorenzo Samparisi    | Enrico Scapolan             |
| 2012  | Gioele Bertolini    | Francesco Pedante    | Nadir Colledani             |
| 2013  | Gioele Bertolini    | Manuel Todaro        | Nadir Colledani             |
| 2014  | Manuel Todaro       | Stefano Sala         | Federico Mandelli           |
| 2015  | Jakob Dorigoni      | Stefano Sala         | Daniel Smarzaro             |
| 2016  | Jakob Dorigoni      | Michele Bassani      | Antonio Folcarelli          |
| 2017  | Filippo Fontana     | Bruno Marchetti      | Nicola Taffarel             |
| 2018  | Filippo Fontana     | Tommaso Dalla Valle  | Davide Toneatti             |
| 2019  | Samuele Leone       | Tommaso Bergagna     | Emanuele Huez               |
| 2020  | Davide De Pretto    | Lorenzo Masciarelli  | Ettore Loconsolo            |
| 2021  | Bryan Olivo         | Luca Paletti         | Gabriel Fede                |
| 2022  | Samuele Scappini    | Elian Paccagnella    | Ettore Pra'                 |
| 2023  | Samuele Scappini    | Stefano Viezzi       | Tommaso Cafueri             |
| 2024  | Stefano Viezzi      | Lorenzo De Longhi    | Mattia Proietti Gagliardoni |
| 2025  | Patrik Pezzo Rosola | Ettore Fabbro        | Filippo Grigolini           |

## Palmarès féminin

### Élites
| Année | Vainqueur            | Deuxième              | Troisième             |
| ----- | -------------------- | --------------------- | --------------------- |
| 1996  | Maria Paola Turcutto | Annabella Stropparo   | Lucia Pizzolotto      |
| 1997  | Maria Paola Turcutto | Annabella Stropparo   | Lucia Pizzolotto      |
| 1998  | Annabella Stropparo  | Lucia Pizzolotto      | Monica Squarcina      |
| 1999  | Annabella Stropparo  | Lucia Pizzolotto      | Elisa Balduzzi        |
| 2000  | Annabella Stropparo  | Maria Paola Turcutto  | Veronica Sala         |
| 2001  | Annabella Stropparo  | Veronica Sala         | Maria Paola Turcutto  |
| 2002  | Maria Paola Turcutto | Vania Rossi           | Simonetta Marone      |
| 2003  | Annabella Stropparo  | Maria Paola Turcutto  | Paola Bortolin        |
| 2004  | Annabella Stropparo  | Paola Bortolin        | Claudia Marsilio      |
| 2005  | Annabella Stropparo  | Paola Bortolin        | Claudia Marsilio      |
| 2006  | Annabella Stropparo  | Claudia Marsilio      | Monica Brunati        |
| 2007  | Vania Rossi          | Milena Cavani         | Francesca Cucciniello |
| 2008  | Vania Rossi          | Annabella Stropparo   | Daniela Bresciani     |
| 2009  | Eva Lechner          | Daniela Bresciani     | Milena Cavani         |
| 2010  | Eva Lechner          | Vania Rossi           | Evelyn Staffler       |
| 2011  | Vania Rossi          | Francesca Cucciniello | Eva Lechner           |
| 2012  | Eva Lechner          | Vania Rossi           | Francesca Cucciniello |
| 2013  | Eva Lechner          | Vania Rossi           | Valentina Scandolara  |
| 2014  | Eva Lechner          | Nicoletta Bresciani   | Roberta Gasparini     |
| 2015  | Eva Lechner          | Alice Maria Arzuffi   | Chiara Teocchi        |
| 2016  | Eva Lechner          | Anna Oberparleiter    | Alessia Bulleri       |
| 2017  | Eva Lechner          | Alice Maria Arzuffi   | Alessia Bulleri       |
| 2018  | Eva Lechner          | Alice Maria Arzuffi   | Alessia Bulleri       |
| 2019  | Eva Lechner          | Alice Maria Arzuffi   | Chiara Teocchi        |
| 2020  | Eva Lechner          | Alice Maria Arzuffi   | Alessia Bulleri       |
| 2021  | Alice Maria Arzuffi  | Chiara Teocchi        | Eva Lechner           |
| 2022  | Silvia Persico       | Eva Lechner           | Sara Casasola         |
| 2023  | Silvia Persico       | Rebecca Gariboldi     | Francesca Baroni      |
| 2024  | Sara Casasola        | Letizia Borghesi      | Rebecca Gariboldi     |
| 2025  | Carlotta Borello     | Rebecca Gariboldi     | Letizia Borghesi      |

### Moins de 23 ans
| Année | Vainqueur            | Deuxième           | Troisième         |
| ----- | -------------------- | ------------------ | ----------------- |
| 2006  | Elisabetta Borgia    |                    |                   |
| 2007  | Ilaria Rinaldi       |                    |                   |
| 2008  | Nicoletta Bresciani  |                    |                   |
| 2009  | Veronica Alessio     |                    |                   |
| 2010  | Stefania Vecchio     |                    |                   |
| 2011  | Elena Valentini      | Stefania Vecchio   | Francesca Cauz    |
| 2012  | Valentina Scandolara | Anna Oberparleiter | Lisa Rabensteiner |
| 2017  | Chiara Teocchi       | Silvia Persico     | Rebecca Gariboldi |
| 2018  | Chiara Teocchi       | Francesca Baroni   | Silvia Persico    |
| 2019  | Sara Casasola        | Silvia Persico     | Francesca Baroni  |
| 2020  | Francesca Baroni     | Sara Casasola      | Gaia Realini      |
| 2021  | Francesca Baroni     | Gaia Realini       | Sara Casasola     |
| 2022  | Gaia Realini         | Nicole Pesse       | Nicole Fede       |
| 2023  | Asia Zontone         | Carlotta Borello   | Giada Borghesi    |
| 2024  | Valentina Corvi      | Giada Borghesi     | Carlotta Borello  |
| 2025  | Valentina Corvi      | Beatrice Fontana   | Lucia Bramati     |

### Juniors
| Année | Vainqueur                 | Deuxième            | Troisième            |
| ----- | ------------------------- | ------------------- | -------------------- |
| 2000  | Valentina Alessio         |                     |                      |
| —     |                           |                     |                      |
| 2005  | Veronica Alessio          |                     |                      |
| 2006  | Valeria Tagliabue         |                     |                      |
| 2007  | Valeria Tagliabue         |                     |                      |
| 2008  |                           |                     |                      |
| 2009  |                           |                     |                      |
| 2010  | Elena Valentini           |                     |                      |
| 2011  | Maria Giulia Confalonieri | Alice Maria Arzuffi | Chiara Vannucci      |
| 2012  | Alice Maria Arzuffi       | Chiara Mercante     | Giovanna Michieletto |
| 2017  | Francesca Baroni          | Nicole Fede         | Sara Casasola        |
| 2018  | Alessandra Grillo         | Nicole Fede         | Asia Zontone         |
| 2019  |                           |                     |                      |
| 2020  | Lucia Bramati             | Carlotta Borello    | Nicole Pesse         |
| 2021  | Lucia Bramati             | Giulia Challancin   | Lisa Canciani        |
| 2022  | Sophie Auer               | Valentina Corvi     | Beatrice Fontana     |
| 2023  | Valentina Corvi           | Arianna Bianchi     | Federica Venturelli  |
| 2024  | Elisa Ferri               | Ilaria Tambosco     | Sofia Guichardaz     |
| 2025  | Elisa Ferri               | Giorgia Pellizotti  | Elisa Bianchi        |

## Sources
- (en) Résultats 2010
- (en) Résultats 2011

- (en) Cet article est partiellement ou en totalité issu de l’article de Wikipédia en anglais intitulé « Italian National Cyclo-cross Championships » (voir la liste des auteurs).